# Malga Bodrina
Malga Bodrina o Malga di Vigo è un bivacco situato nel comune di Ton, in Provincia di Trento, a 1560 m. È situata nel versante meridionale della Costiera della Mendola, tra le Cime di Vigo e il Monte di Mezzocorona.

## Descrizione
Il bivacco è di proprietà dell'ASUC di Vigo di Ton. Nei pressi della malga è poi presente la Baita Rododendro, di proprietà dell'ASUC di Vigo e gestita dalla Sezione SAT di Ton. La Baita Rododendro è accessibile dall'autunno alla primavera e offre confortevole ricovero quando Malga Bodrina non è in servizio; per pernottare si devono richiedere le chiavi alla sezione SAT di Vigo di Ton. Nei mesi estivi Malga Bodrina offre servizio di ristorazione e pernottamento.

## Accessi
- Da Vigo di Ton: si segue il sentiero SAT 509, detto Sentiero della Bara. (Ore: 3.30).[3][4]
- Da Castel Thun: si segue il Sentiero Frassati e dalla località Pignolé si segue il sentiero SAT 510 che si impenna e passa dal soprastante Sasso Bianco (Sas Blanc). Aggirato un promontorio in pietra rossa, la strada arriva ad un tornante, lascia a sx il Sentiero Frassati diretto a Vervò, e continua ritrovando poi la vecchia mulattiera. Si prosegue entrando in un bosco di abeti e larici dove, a una cinquantina di metri, nascosta dalla vegetazione, si trova la "Baita dei cacciatori di Toss" (962 m). L'itinerario continua sulla via che subito si fa mulattiera con tratti a pendenza sostenuta e si raggiunge la cresta del Monte Malachino, dove è situata la seconda "Baita dei cacciatori di Toss" (1409 m), eretta presso la dorsale che scende da Cima d'Arza. (Ore: 2.30 circa).[5] Dal valico Prà d'Arza (1566 m) si segue poi il sentiero SAT 500, che oltrepassa il Monte Cucco (1807 m) e Cima Roccapiana (1873 m), fino a raggiungere il pascolo della malga.[3][6]
- Da Masi di Vigo: dal piazzale a fianco della Chiesa dei Santi Fabiano e Sebastiano l'itinerario segue la Via del Rifugio, asfaltata per un breve tratto e poi a fondo naturale; fatto un primo tornante arriva al bivio con l'itinerario 516A diretto alla Torre di Visione. Si procede a sinistra fino alla Baita Portolo (896 m), dell'ASUC di Masi di Vigo. (Ore: 1.15). Si supera l'incrocio col sentiero 516B proveniente dalla Torre di Visione e, intersecata una strada forestale, si tocca il punto panoramico detto "Crozet", si passa la Busa dei Coleri e successivamente la testata della Val del Bus. Attraversata una fascia di bosco il sentiero raggiunge infine Malga Bodrina. (Totale ore: 3.30).[3][7][8]

## Traversate
- Al Monte di Mezzocorona (883 m): seguendo il sentiero SAT 500, che passa dal Bait degli Aisei (1414 m). (Ore: 2.15).[3][6]

## Ascensioni
- Cima Roccapiana (1873 m): si segue il sentiero SAT 500. (Ore: 1.15).[9]
- Monte Cucco (1807 m): proseguendo a nord da Cima Roccapiana, seguendo il sentiero 500. (Ore: 2.40).